# Miroslav Grujičić
Miroslav Grujičić (Kirin Serbia: Мирослав Грујичић; sinh ngày 17 tháng 6 năm 1994) là một thủ môn bóng đá Serbia thi đấu cho FK Inđija.

## Danh hiệu
Radnik Surdulica
- Serbian First League: 2014–15